# Farzane Zamen
Farzane Zamen , (فرزان ضامن), född 18 augusti 1983, är en iransk musiker, producent och låtskrivare. Hon har släppt album och singlar på farsi och även singlar på engelska.
Hennes första musikvideo "Khodahafez" som släpptes 2012, blev en hit i Iran och bland iranier utanför Iran. Sången handlar om att lämna Iran, åka utomlands och där lära sig leva igen, i frihet. Andra sånger på henne repertoar är "Nahayat Kojast", "Gozargah", och "To Mesle Barf". Hon har även gett ut musik på engelska under namnet AutumnGirl  som "You´ve gone cold tonight".
På grund av islamisk lag, som den tillämpas i Iran, får kvinnor inte sjunga ensamma offentligt, så Farzane Zamen har inte någon möjlighet att utöva sin musik i hemlandet. Hon arbetar från sin hemmastudio i Teheran där hon bor.
Under december  2015 hade hon en månad som fristadsmusiker i Norden. Vistelsen arrangerades av norska SafeMuse (ett initiativ av Musikernes Fellesorganisasjon,MFO) för att Farzane skulle få möjlighet att arbeta med musiker, utvecklas och få möjlighet att spela offentligt. Hon uppträdde bland annat i Bergen i Norge samt i Malmö.